# Lillebil Ibsen

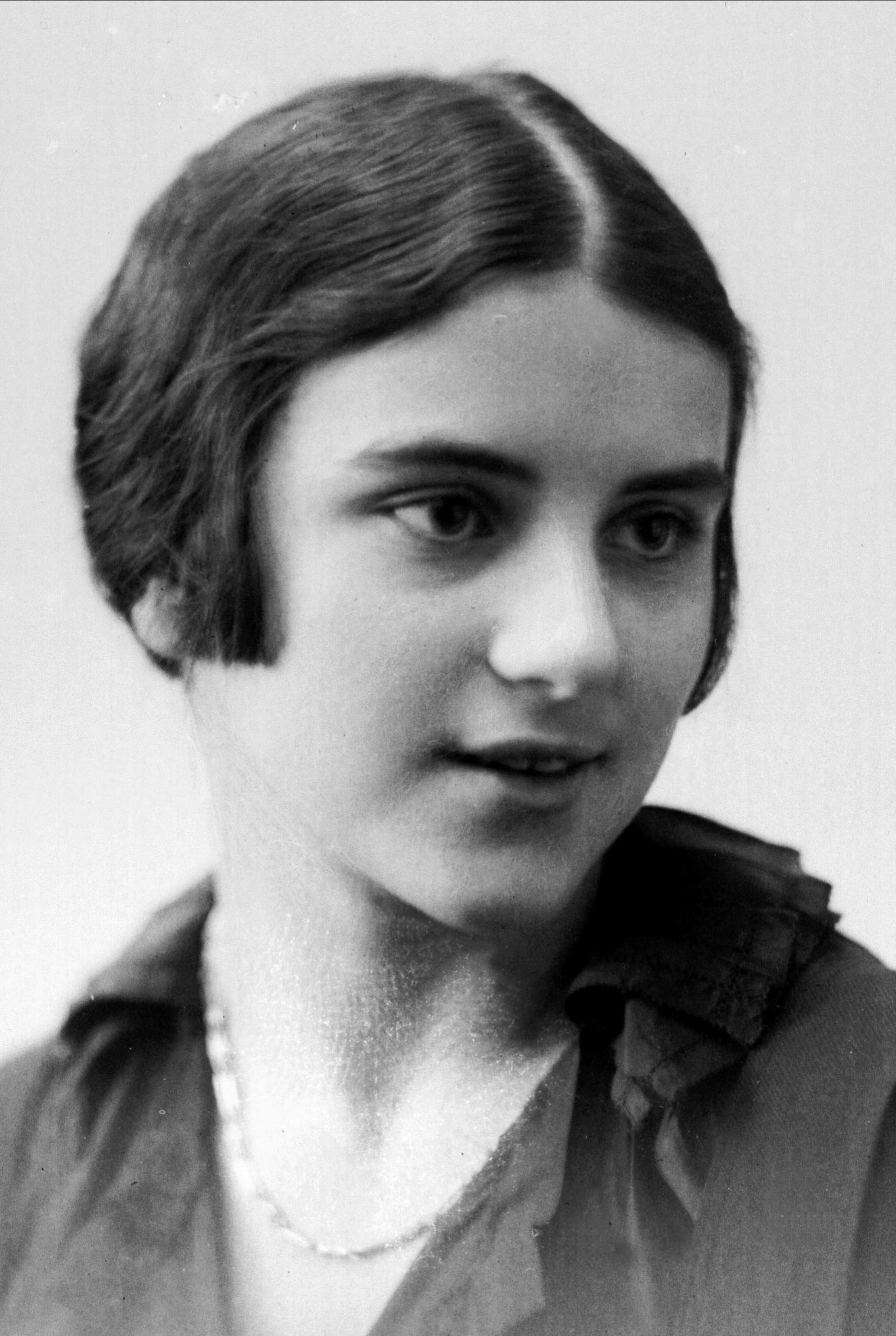
Lillebil Krohn (1916)

Lillebil Ibsen (auch Lillebil Christensen, gebürtig Sofie Parelius Monrad Krohn; * 6. August 1899 in Kristiania, Norwegen; † 22. August 1989 in Oslo) war eine norwegische Tänzerin sowie Schauspielerin bei Bühne und Film.

## Leben und Wirken
Sofie Krohn erhielt von ihrer Mutter bereits in sehr jungen Jahren eine Ausbildung zur Balletttänzerin und gab ihren Einstand 1911 am Nationaltheater ihrer Heimatstadt Oslo: Dort konnte man die Elevin als Prinzessin auf der Erbse in dem gleichnamigen Märchen sehen. 1915 gab Sofie Krohn ihren Einstand als Schauspielerin mit einem Märchen am Nationaltheatret. Rasch lernte sie dank ihrer Tanzkünste unter dem Signum „Madame Lillebil“ halb Europa kennen und trat in Paris, London und schließlich in Berlin, wo sie Max Reinhardt inmitten des Ersten Weltkriegs als Primaballerina „Lillebil Christensen“ an die von ihm geführten Bühnen verpflichtete und sie beispielsweise in der Pantomime „Die grüne Flöte“ bleibenden Eindruck hinterließ.
Lillebil Christensen blieb 1917/18 in Berlin zurück und gab dort unter diesem Namen mit einer Nebenrolle in E. A. Duponts Kriminalgeschichte Europa postlagernd ihren Einstand als Filmschauspielerin. Im Jahr darauf sah man sie bereits mit einer der beiden weiblichen Hauptrollen in Mauritz Stillers Drama Das Lied der roten Blume, wo sie Lars Hanson zu ihrem Filmpartner hatte. Ein weiteres Jahr darauf holte sie der Däne Urban Gad erneut nach Berlin, um ihr an der Seite von Conrad Veidt den zentralen Part der Eva Sorel in Gads zweiteiliger „Christian Wahnschaffe“-Verfilmung Weltbrand und Die Flucht aus dem goldenen Kerker zu überlassen. Hier konnte die Norwegerin, die in der Zwischenzeit (1919) den Enkel des Dichterfürsten Henrik Ibsen, Tancred Ibsen (1893–1978), geheiratet hatte und nunmehr als Lillebil Ibsen firmierte, erneut ihr tänzerisches Können unter Beweis stellen.
Lillebil Ibsen blieb weiterhin den unterschiedlichen Kunstformen verbunden, tanzte und spielte, auf der Bühne wie vor der Kamera, auch wenn das Schauspiel im Laufe der Jahre immer größeres Gewicht gewann. Mehrfach führten auch weiterhin Tourneen sie ins Ausland. 1922 sah man sie in einer norwegischen Verfilmung von Knut Hamsuns 1894 veröffentlichtem Roman Pan – Aus Leutnant Glahns Papieren, danach trat Lillebil Ibsen nur noch sporadisch vor die Kamera und widmete sich zuvörderst der Arbeit am Theater. 1923 engagierte sie das Centralteatret, zunächst für die Pantomimen Scaramouche mit Musik von Jean Sibelius, anschließend für eine Inszenierung von Dumas’ Die Kameliendame, ein Jahr später trat Ibsen im Revuetheater Chat Noir auf. Mit ihren Pantomimen und Tänzen gab sie Gastspiele in London, Paris, Stockholm und Kopenhagen. 28 Jahre lang, von 1928 bis 1956, blieb Lillebil Ibsen Ensemblemitglied des Osloer Nye Teater, die kommenden 13 Jahre (bis 1969) band sie sich fest an Oslos Nationaltheater.
Nunmehr umfasste ihre Rollenpalette Charaktere alle gängigen Genres, von der Komödie bis zu Ibsen-Stücken (etwa die Nora in Nora oder Ein Puppenheim oder die Frau Alving in Gespenster). Besondere Erfolge feierte sie als Lady Bracknell in Oscar Wildes Bunbury sowie in Friedrich Dürrenmatts Rache-Drama Der Besuch der alten Dame (1957) und Edward Albees Einblick in eine Ehehölle Wer hat Angst vor Virginia Woolf? (1964). Für ihre Rolle der Mrs. Patrick Campbell in Jerome Kiltys Zwei-Personen-Stück Dear Liar (erstmals 1961) erhielt Lillebil Ibsen einen Kritikerpreis.
Ab Mitte der 1950er Jahre kehrte Lillebil Ibsen auch wieder vor Filmkameras zurück – besondere Aufmerksamkeit erregte sie mit der mächtigem Modehauschefin Thyra Lennberg in Arne Mattssons viel beachteten Kriminalthriller Mannequin in Rot. Seit 1962, als sie die alternde Schauspielerin Julia Harrington in der gleichnamigen Vorlagenverfilmung von Sidney Carroll verkörperte, sah man sie auch in Fernsehproduktionen. Lillebil Ibsen blieb bis zu Tancred Ibsens Tod 1978 knapp sechs Jahrzehnte lang mit ihm verheiratet; sie überlebte ihren Gatten um elf Jahre. Beide wurden im Friedhof Vår Frelsers gravlund von Oslo beerdigt. Bereits 1961 erschien ihre Autobiografie Det begynte med dansen (dt.: ‚Es begann mit dem Tanz‘).

## Filmografie
- 1918: Europa postlagernd
- 1919: Das Lied der roten Blume (Sången om den eldröda blomman)
- 1920: Weltbrand
- 1921: Die Flucht aus dem goldenen Kerker
- 1922: Pan
- 1931: Likhet for loven
- 1933: Op med holet
- 1946: Et spøkelse forelsker seg (Co-Regie)
- 1955: Arthurs forbrytelse
- 1958: Mannequin in Rot (Mannekeng i rødt)
- 1962: Julia Harrington (Fernsehfilm)
- 1964: Kjære løgnhals (Fernsehfilm)
- 1965: Høyfeber (Fernsehfilm)
- 1968: Hennes meget kongelige høyhet
- 1973: Vertinnen (Fernsehfilm)
- 1979: Somewhere, Sometime